# 헤르만 코헨

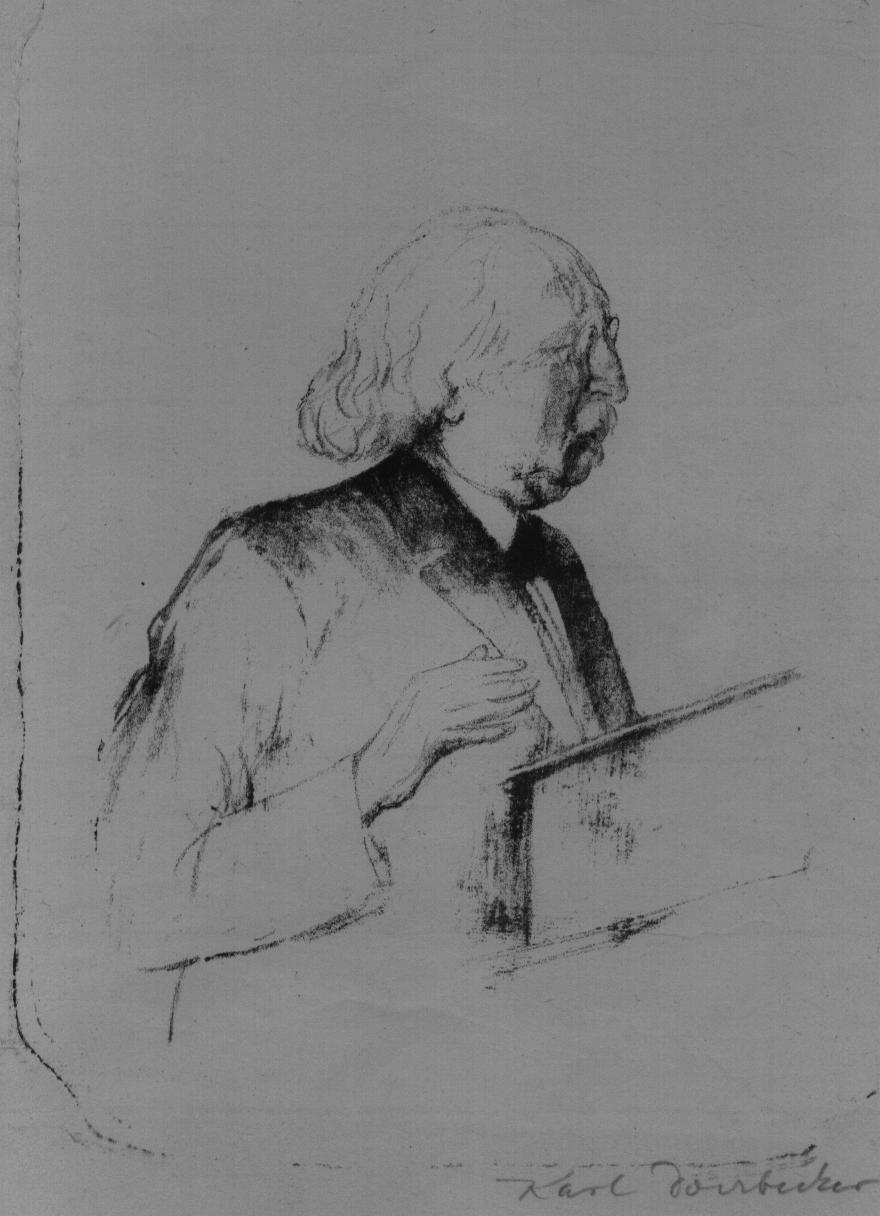

헤르만 코헨(Hermann Cohen, 1842년 7월 4일 – 1918년 4월 4일)은 독일의 유대인 철학자 로서 신칸트주의의 마르부르크 학파의 창시자 중 한 사람이며 종종 "아마도 19세기의 가장 중요한 유대 철학자"로 여겨진다.
그는 일찍이 철학을 공부하기 시작했고 곧 심오한 칸트 학자로 알려지게 되었다. 1873년에 그는 마르부르크 대학교의 철학과 사강사가 되었다.
그는 1902년 11월 베를린에서 첫 회의를 개최한 "Gesellschaft zur Förderung der Wissenschaft des Judenthums "의 창시자 중 한 명이다.
코헨은 랑게의 최종 철학 작업인 Logische Studien (Leipzig, 1877)을 편집 및 출판했으며 랑게의 Geschichte des Materialismus에 대한 긴 서론과 비판적 보충의 여러 버전을 편집 및 저술했다.
그는 칸트의 해석에 관한 세 권의 초기 책( 칸트의 경험 이론, 칸트의 윤리의 기초, 칸트의 미학의 기초 )을 할애했다. 1902년에 그는 자신의 체계 철학의 세 권인 Logik der reinen Erkenntnis (1902), Ethik des reinen Willens (1904) 및 Ästhetik des reinen Gefühls (1912)를 출판하기 시작했다. 계획된 심리학에 관한 네 번째 책은 결코 쓰여지지 않았다.
코헨은 유대인 국가를 건설하려는 열망이 "유대인을 역사로 되돌리기"로 이어질 것이라고 주장하면서 시온주의를 노골적으로 비판했다. 그의 견해에 따르면 유대교는 시온주의의 민족적 목표를 훨씬 능가하는 영적, 도덕적 사명을 지닌 본질적으로 무역사적이었다.